# Gesundheit Österreich
Die Gesundheit Österreich GmbH (GÖG) ist das nationale Forschungs- und Planungsinstitut für das Gesundheitswesen sowie zentrale Stelle für Gesundheitsförderung. Alleingesellschafter der Gesundheit Österreich ist die Republik Österreich, vertreten durch den Gesundheitsminister. Die Gesundheit Österreich GmbH wurde im Jahr 2006 aufgrund des Bundesgesetzes über die Gesundheit Österreich GmbH (GÖGG) errichtet.

## Organisation
Organe der Gesundheit Österreich GmbH sind ein Geschäftsführer, die Generalversammlung, eine Institutsversammlung und ein Kuratorium (§ 8 GÖGG). Die Republik Österreich als einzige Gesellschafterin wird in der Generalversammlung durch den Gesundheitsminister vertreten.
Geschäftsführer der GÖG ist seit 1. August 2016 der Gesundheitsökonom Herwig Ostermann. Er leitete davor die Abteilung für Gesundheitsökonomie der GÖG (Geschäftsbereich ÖBIG). Ferner ist er seit 2011 Professor für Gesundheitspolitik und -verwaltung am Department für Public Health, Versorgungsforschung und Health Technology Assessment an der UMIT. Ostermann absolvierte das Studium der Internationalen Wirtschaftswissenschaften in Innsbruck und Dublin sowie das Studium der Gesundheitswissenschaften an der UMIT.
Seine Vorgänger waren Georg Ziniel und Arno Melitopulos.
Die Gesundheit Österreich umfasst gemäß § 2 GÖGG folgende drei Geschäftsbereiche:
- das Österreichische Bundesinstitut für Gesundheitswesen (ÖBIG),
- der Fonds Gesundes Österreich (FGÖ),
- das Bundesinstitut für Qualität im Gesundheitswesen (BIQG).

Der Geschäftsführer bildet mit den Leitern der Geschäftsbereiche eine Geschäftsleitung.
Der Institutsversammlung (§§ 9 und 10 GÖGG) gehören bis zu 27 Mitglieder an, die vom Bund, den Ländern und der Sozialversicherung entsandt werden. Den Vorsitz führt der Gesundheitsminister. Der Institutsversammlung obliegt insbesondere die Stellungnahme zur Bestellung des Geschäftsführers und die Festlegung der strategischen und wissenschaftlichen Ausrichtung der GÖG.
Dem Kuratorium (§§ 11 und 12 GÖGG) gehören 13 Mitglieder an, worunter sich Vertreter des Bundes, der Länder, der Gemeinden und Städte, der Ärzte, der Apotheker, der Sozialversicherung, der privaten Versicherungsunternehmen und der Senioren befinden. Das Kuratorium entscheidet über von der GÖG zu vergebenden Fördermittel.

## Publikationen
- 2020: Sucht(behandlung) in der Krise, Strizek, Julian; Busch, Martin; Priebe, Birgit, Puhm, Alexandra; Uhl, Alfred (2020), Kurzbericht, Gesundheit Österreich, Wien[5]